# Zidan Sertdemir
Zidan Sertdemir, né le 4 février 2005 à Ishøj au Danemark, est un footballeur danois. Il évolue au poste de milieu offensif au FC Nordsjælland.

## Biographie

### En club
Né à Ishøj au Danemark, Zidan Sertdemir est notamment formé par le FC Nordsjælland. Mais il ne fait pas ses débuts avec ce club, étant recruté lors de l'été 2021 par le Bayer Leverkusen.
Sertdemir fait ses débuts en professionnel avec le club allemand, le 7 novembre 2021, lors d'une rencontre de Bundesliga face au Hertha Berlin. Il entre en jeu et les deux équipes se neutralisent (1-1 score final). Avec cette apparition, à 16 ans et 276 jours, il devient le plus jeune joueur à faire ses débuts pour le Bayer Leverkusen, et le deuxième plus jeune à le faire en première division allemande.
Ne s'étant pas imposé avec l'équipe première de Leverkusen, Zidan Sertdemir fait son retour au FC Nordsjælland le 31 janvier 2023.
Avec Nordsjælland, Sertdemir découvre la coupe d'Europe, jouant son premier match le 17 août 2023, lors d'un match de qualification pour la phase de groupe de la Ligue Europa Conférence 2023-2024 face au Steaua Bucarest. Il entre en jeu à la place de Kian Hansen et son équipe s'impose par deux buts à zéro.

### En sélection
Zidan Sertdemir est éligible pour représenter le Danemark ou la Turquie en sélection mais il joue pour le Danemark en équipe de jeunes. Avec les moins de 17 ans il joue un total de cinq matchs, tous en 2021 et marque cinq buts.